# Eubulo (prefetto del pretorio)
Eubulo (latino: Eubulus; fl. 429-436) è stato un funzionario romano in Oriente.

## Biografia
Eubulo era stato magister scrinii alla corte imperiale e aveva raggiunto il rango di vir spectabilis quando, il 26 marzo 429, fu nominato membro della prima commissione incaricata di stendere il Codice teodosiano.
Nel 435 è attestato come quaestor sacri palatii; il 20 dicembre di quell'anno risulta membro della seconda commissione incaricata di compilare il Codice teodosiano.
L'anno successivo, nel 436, ricoprì la carica di Prefetto del pretorio dell'Illirico.
Poiché Eubulo non è nominato nel documento che, nel 438, decretava l'entrata in vigore del Codice, è possibile che abbia lasciato la commissione all'atto della nomina a Prefetto, o che sia morto nel periodo intercorso.